# Karpfen (Adelsgeschlecht)

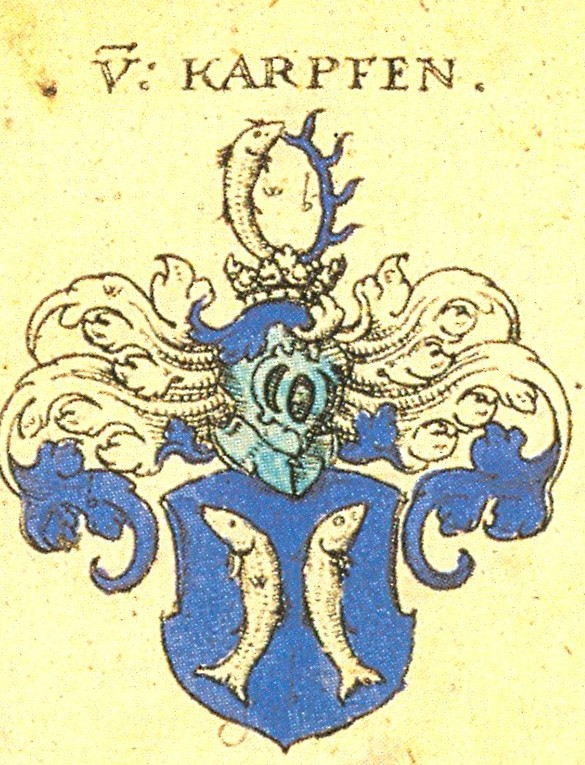
Wappen der Herren von Karpfen nach Siebmacher

Als Herren von Karpfen bezeichneten sich im Hochmittelalter sowie in der frühen Neuzeit zwei nicht stammesverwandte Adelsgeschlechter, die jeweils auf der Burg Hohenkarpfen residierten.

## Ältere Familie von Karpfen
Die im Herzogtum Schwaben gelegene Burg und Herrschaft Hohenkarpfen war vom 11. Jahrhundert bis 1234 in den Händen des Geschlechts der Herren von Karpfen. Nach deren Aussterben gehörte die Burg und Herrschaft verschiedenen anderen Adelsgeschlechtern, darunter 1382 als Besitzer die Herren von Blumberg und ab Ende des 14. Jahrhunderts die Grafen von Lupfen-Stühlingen sowie die Remschinger und Emmershofener.  

## Wichtige Familienangehörige der jüngeren Familie von Karpfen
Nach dem Erwerb der Herrschaft und Burg Hohenkarpfen durch die Grafen von Württemberg im Jahre 1444 bildete sich gegen Ende des 15. Jahrhunderts eine neue Familie von Karpfen. 

### Hans I. von Karpfen

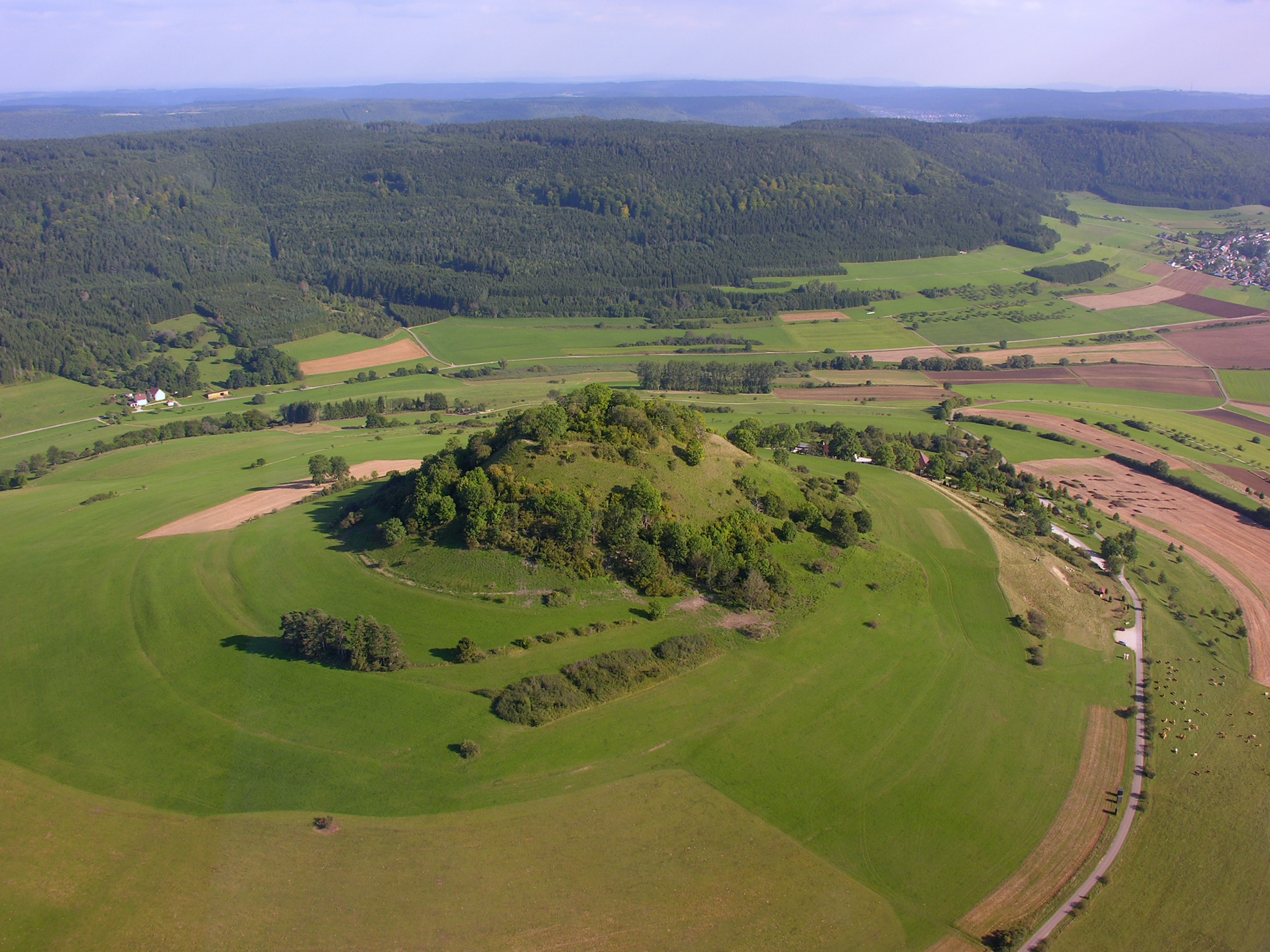
Luftbild des Burgberges Hohenkarpfen

Hans I. von Karpfen, genannt „Wirtenberger“, war von 1494 bis 1504 Obervogt von Balingen und von 1504 bis 1514 (oder sogar bis 1531) Obervogt von Tuttlingen. Er war als natürlicher Sohn des Grafen Eberhard im Bart einer der bekanntesten Tuttlinger Obervögte. Er erhielt 1491, nachdem er einige Jahre am Hof gedient hatte, das Lehen über das Schloss und die Herrschaft Karpfen. Er begründete die jüngere Linie derer von Karpfen, die mit der im 13. Jahrhundert ausgestorbenen älteren Linie nicht verwandt ist. Sein Wappen ähnelt dem württembergischen Wappen, hat jedoch einen Bastardbalken. Er erwarb 1495 die Erblehensgerechtigkeit in Rietheim, um seine Herrschaft zu vergrößern.
Er war mit Margaretha Anna Schäffin von Ehingen und Neuneck verheiratet. Einige ihrer Nachkommen wurden hohe Verwaltungsbeamte, die als Obervögte, Offiziere und hohe Beamte dem Land und ihrem Herzog dienten. 1506 war er Hofgerichtsbeisitzer, 1519 war er mit dem Stuttgarter Bürgermeister Hans Stickel und dem Rentmeister Philipp Saiblin aus Spaichingen im Auftrag Herzog Ulrichs von Württemberg in der Schweiz. Er wurde schließlich Edler Rat im Oberen Rat (d. h. Regierungsrat), wofür er ab 1562 bis zu seinem Tod 1564 Gnadengeld bezog.

### Hans II. zu Karpfen und Rietheim
Hans II. zu Karpfen und Rietheim (* 1501; † 1564) war der Sohn von Hans I. von Karpfen. Er studierte in Tübingen und diente ab spätestens 1540 am Stuttgarter Hof, zunächst als Diener von Hause aus mit 2 Pferden. Später wurde er dem Adel am Hof zugerechnet und nannte sich "Ritter von Karpfen und Herr zu Rietheim". 1553–1557 war er Obervogt von Balingen und 1557–1562 Obervogt von Tuttlingen, gleichzeitig blieb er Edler Rat im Oberen Rat. Nach 1557 wurde er Obervogt in Rosenfeld und möglicherweise Hofrichter.
Hans II. heiratete Elisabeth Rau von Winnenden († 1568) und hatte mit ihr 12 Kinder. Er baute das Schloss in Rietheim neu auf und erweiterte die Burg Hohenkarpfen. Zusammen mit Georg von Füllach kaufte er ein als Altersruhesitz gedachtes Haus in Tuttlingen, woran der Landesherr, Herzog Christoph Anstoß nahm, weil der Kauf ohne seine Bewilligung geschehen war. Der Kauf wurde aber schließlich nach Erstattung der durch die Beschwerden entstandenen Kosten rechtsgültig.  Hans II. wurde in der Kirche von Hausen Hausen ob Verena beerdigt, wo sein Grabmal wohl noch bis 1808 zu sehen war und heute wohl noch ein Fragment seines Epitaphs an der Sakristeiwand erhalten ist.

### Felicitas von Karpfen
Felicitas von Karpfen (* vor 1583 auf Burg Hohenkarpfen; † 4. Juni 1639 in Schloss Wildegg) war eine Tochter des Hans III. von Karpfen (* 1533; † 25. Juli 1588 in Rosenfeld). Sie heiratete Hans Ludwig Effinger von Wildegg (* 31. Juli 1573 in Schloss Wildegg; † 3. Januar 1637 ebenda).

### Eberhard und Ludwig von Karpfen

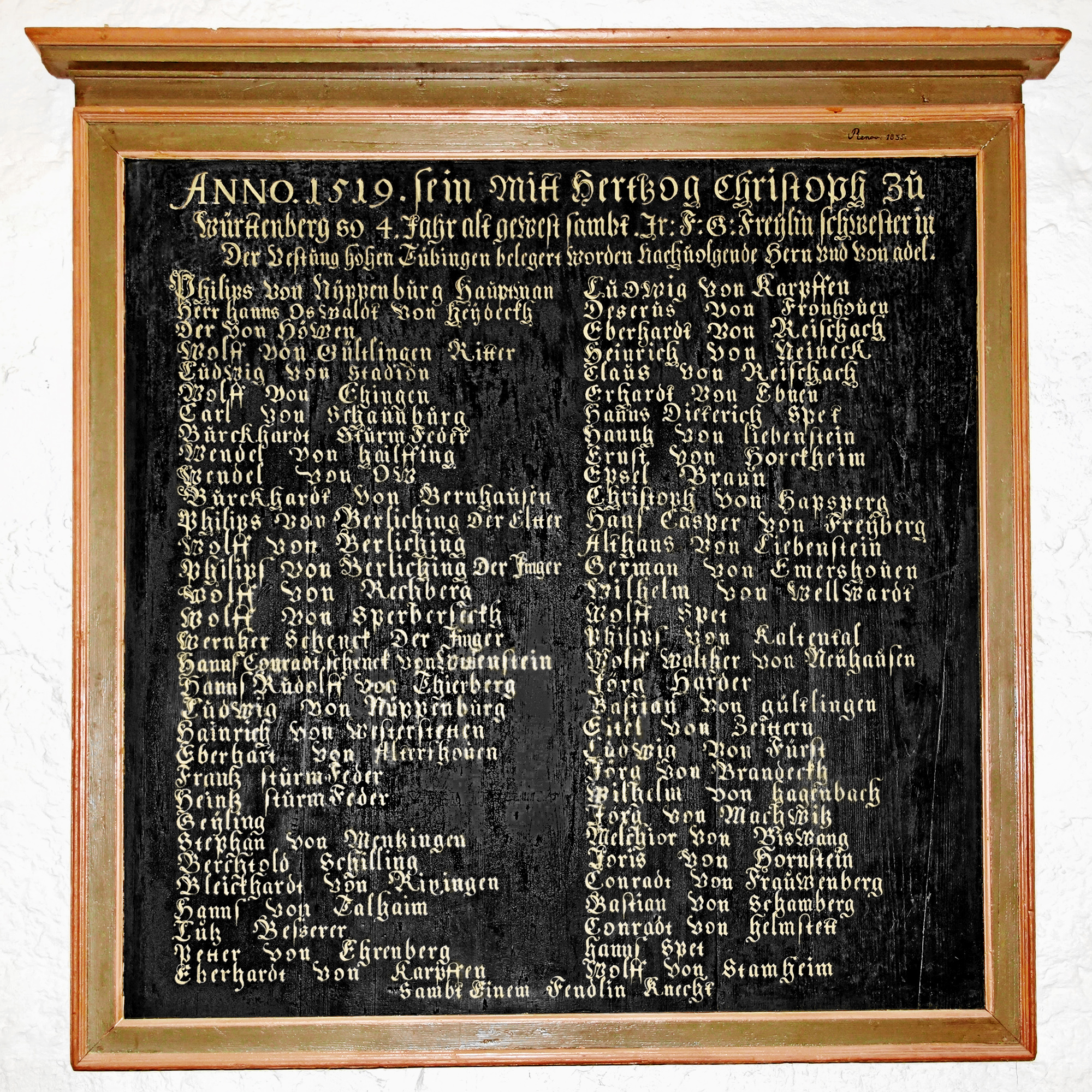
Sogenannte Schandtafel im Tübinger Schloss

Eberhard und Ludwig von Karpfen waren die Brüder von Barbara von Karpfen die mit Hans Rudolf von Tierberg († um 1539/1540) verheiratet war. Die Namen von Eberhard und Ludwig von Karpfen stehen neben anderen auf der sogenannten Schandtafel in einem Treppenhaus des Schlosses Hohentübingen. Diese Tafel erinnert an einen bürgerkriegsähnlichen Konflikt in Württemberg, den Machtkampf zwischen Herzog Ulrich von Württemberg und dem Schwäbischen Bund. Nachdem der wegen Missregierung und Landfriedensbruch in Reichsacht verfallene Herzog Ulrich im Frühjahr 1519 die freie Reichsstadt Reutlingen überfallen hatte, stellte der Schwäbische Bund mit Unterstützung des Kaisers und des Herzogs von Bayern ein starkes Heer auf, das innerhalb kurzer Zeit einen Großteil Württembergs eroberte.
Herzog Ulrich wurde, nachdem er von seinen Schweizer Söldnern im Stich gelassen worden war, nur noch von etwa 70 Adligen unterstützt, darunter auch Eberhard und Ludwig von Karpfen. Diese hatten ihm zwar versprochen, die Kinder Herzog Ulrichs auf dem Tübinger Schloss zu verteidigen, aber ergaben sich schon kurz nach Beginn der Belagerung des Schlosses durch Georg von Frundsberg am Ostermontag 1519. Die Adligen erhielten freien Abzug unter Vereinbarung eines einmonatigen Waffenstillstands. Herzog Ulrich beschuldigte sie daraufhin großer Feigheit.
Nachdem Herzog Ulrich von Württemberg 1534 sein Herzogtum zurückerobert hatte und nach Tübingen zurückgekehrt war, war er über die kampflose Aufgabe der Tübinger Festung immer noch so verärgert, dass er die seiner Meinung nach feigen und vertragsbrüchigen Adligen bis in alle Ewigkeit brandmarken wollte. Er ließ die Namen dieser Ritter, einschließlich Eberhard und Ludwig von Karpfen und deren Schwager, in goldenen Buchstaben auf eine schwarze „Schandtafel“ schreiben, die daraufhin für jedermann sichtbar im Rittersaal von Schloss Hohentübingen angebracht wurde.

### Balthasar von Karpfen
Balthasar von Karpfen war als Nachfolger seines Cousins von 1562 bis 1570 Obervogt von Tuttlingen. Er war Sohn des Eberhard von Karpfen. Er ging ab 1539 in Stuttgart zur Schule und studierte von 1546 bis 1548 an der Universität Tübingen. Er diente danach in Burgund und erlernte dort die französische Sprache. Er diente auch am Hof des Bischofs von Augsburg zu Dillingen, den er auch auf seiner Romreise begleitete. Vom 3. April 1561 bis Michaeli 1562 war er Rat von Haus aus am Stuttgarter Hof, bevor er von Michaeli 1562 bis Michaeli 1570 Obervogt in Tuttlingen wurde. Gleichzeitig war er Hofgerichtsassessor in Tübingen.
Er war mit Elisabeth von Degenfeld († 1570), einer Tochter des Göppinger Obervogtes Martin von Degenfeld und der Ursula von Plieningen, verheiratet. Er scheint sich nach deren Tod erneut verheiratet zu haben, denn seine Witwe wird noch 1601/02 genannt. Im Anschluss an seine Tätigkeit als Obervogt in Tuttlingen wurde er Oberrat und Kammermeister und blieb bis zu seinem Tode am 6. August 1585 Rat von Haus aus mit 4 Pferden und Hofgerichtsassessor in Tübingen. Als Rat, Hofgerichtsassessor und Diener von Haus aus erhielt er 200 fl Besoldung, ab 1573 noch zusätzliche 50 fl aus der Kasse des Kammersekretärs.

### Anna Magdalena von Karpfen
Anna Magdalena von Karpfen († 5. September 1579) war eine geborene von Wendorf, die mit Eberhart von Karpfen zu Karpfen († 19. November 1601) verheiratet war, der vor seinem Tod in Tuttlingen wohnte. Sie verstarb bereits im Alter von 24 Jahren und wurde in der Kirche von Hausen ob Verena beigesetzt, wonach ein ziemlich roh gearbeitetes steinernes Grabdenkmal an der Nordwand des Chores angefertigt wurde.

### Kaspar von Karpfen zu Pflummern und Talheim
Kaspar von Karpfen zu Pflummern wurde am 1. Mai 1581 urkundlich erwähnt, als einer seiner Untertanen und Hintersassen, Galle Selg aus Pflummern, verklagt wurde, weil er erneut in Riedlingen in Trunkenheit gotteslästerliche Drohworte wie, er wolle einen oder mehrere umbringen, ausgestoßen hatte, obgleich er schon zwei Monate zuvor wegen solcher gottloser Reden im Gefängnis seines Junkers gesessen hatte und gegen eidesstattliche Versicherung wieder freigekommen war.
Am 6. September 1582 gelobte Vinzenz Heyss (* in Augsburg), bisher in Diensten des Junkers Kaspar von Karpfen zu Pflummern, das Lehen und Gebiet des Junkers Kaspar von Pflummern zu verlassen und nicht mehr zu betreten, weil er auf einer Reise am 28. August 1582 dem Jakob von Ehingen, als dieser schlief, eine goldene Pfeife und einen goldenen Ring vom Halse abgeschnitten und in Riedlingen verkauft hatte. Deshalb hätte er eigentlich schwer bestraft werden sollen, wurde jedoch auf Fürbitten etlicher gutherziger Leute begnadigt und wieder freigelassen.
Kurz vor dem 14. November 1582 wurden Jakob Unmuth und seine Ehefrau Ursula Henin, beide aus Pflummern, von Junker Kaspar von Karpfen zu Pflummern in Gewahrsam genommen, weil Jakob, nachdem er zuvor schon einmal versucht hatte, seinem Nachbarn weißes Linnen von der Bleiche zu nehmen, ca. 15 Ellen Tuch dort gestohlen hatte und seiner Ehefrau geholfen hatte, dieses Tuch zu „vertragen“. Deshalb hätten die beiden eigentlich bestraft werden sollen, wurden jedoch auf Fürbitten ihrer Freunde und in Ansehung ihres Alters und Jakobs „Leibsgebrechlichkeit“ begnadigt und frei gelassen, nachdem sie gelobten, ihre Atzung und die aufgelaufenen Unkosten zu bezahlen, ohne Erlaubnis ihres Junkers Pflummern nicht bei Nacht zu verlassen, wie auch sonst in den Zwingen und Bännen des Fleckens zu bleiben, Gesellschaften und Wirtshäuser zu meiden, kein verbotenes Waidwerk zu treiben und nicht mehr straffällig zu werden.
Am 11. Oktober 1594 besiegelten der Bürgermeister und Rat von Riedlingen mit dem Sekretsiegel der Stadt eine Urkunde bezüglich Konrad Strepp aus Pflummern, das der hohen und niederen Obrigkeit des Junkers Kaspar von Karpfen zu Pflummern und Talheim unterlag, wegen fortgesetzten Ehebruchs und Unzucht. Strepp hatte, nachdem er erst vor wenigen Jahren in den Ehestand getreten war, seine Ehefrau „böslich vergessen“, sich mit einer Dirne eingelassen und war mit dieser von Fastnacht bis Michaelis (29. September) herumgezogen. Er war sodann unerlaubt nach Pflummern in die Obrigkeit des Junkers von Karpfen zurückgekehrt und hatte sich dort im Haus seines Vaters verborgen gehalten. Daraufhin wurde er von dem genannten Junker zu Pflummern in Haft gelegt und gemäß der Hofgerichtsordnung Kaiser Karls V. peinlicher Strafe an Leib und Leben verfallen, jedoch auf Fürbitten seines Vaters und seiner Freunde begnadigt und freigelassen, nachdem er eidlich gelobt hatte, seine Atzung und alle aufgelaufenen Unkosten zu bezahlen, das Gebiet des Junkers von Karpfen unverzüglich zu verlassen und in einem Umkreis von 20 Meilen zu meiden. Auch sobald er die Zwanzigmeilenzone verlassen hatte, sollte er nach Ungarn gegen die Türken ziehen und sich bis zur Grenze seines Vermögens „gebrauchen“ lassen, aber er könne nach einigen Dienstjahren ein Zeugnis beizubringen, dass er sich christlich, eifrig und standhaft verhalten habe.
Am 29. August 1575 besiegelte Jakob Ernst von Hornstein zu Grüningen eine Urkunde, laut der Jörg Beck, Sohn des verstorbenen Hennslin Beckhlin, und Jörg Schneider, beide aus Andelfingen, wegen Obstdiebstahls bei Pflummern straffällig geworden sind. Der eine, Beck, war entflohen, der andere, Schneider, wurde ergriffen und in Gewahrsam des Junkers Kaspar von Karpfen zu Pflummern genommen, jedoch auf Fürbitte ihrer Obrigkeit, Frau Elisabeth geb. Ifflinger von Granegg, Äbtissin, und der Amts- und Konventfrauen von Kloster Heiligkreuztal, aus Barmherzigkeit begnadigt und wieder freigelassen. Die Angeklagten hatten bei Pflummern in eingezäunten Gärten Obst in mitgebrachte Säcke gefüllt und mitgenommen, waren aber von den Wachposten zu Pflummern gestellt worden, wobei Beck entfliehen konnte, während Schneider festgenommen wurde.

### Peter von Karpfen zu Rietheim
Peter von Karpfen war von 1619 bis 1628/29 Obervogt von Tuttlingen. Er wurde zuvor von Martini 1596 bis Georgii 1597 am Hof ohne Titel genannt, war im Jahr darauf als Zweirösser am Hofe, bevor er 1599 Truchseß wurde. Ab 1608 war er Dreirösser am Hof, danach bis mindestens 1619 Vizejägermeister.

### Sibylla von Karpfen
Sibylla von Karpfen war die Mutter des Eberhard Wolf von Dachenhausen, dessen 7 Töchter bereits im Kindesalter verstorben sind, wovon sehenswerte Grabmale in der ehemaligen Wallfahrtskirche St. Pelagius in Mauren ein erschütterndes Zeugnis geben.

### Johann Dietrich von Karpfen zu Rietheim und Hausen
Am 26. Februar 1636 erhielt Johann Dietrich von Karpfen die abgebrannte Burg Hohenkarpfen sowie die Dörfer Rietheim und Hausen von der königlichen Regierung in Stuttgart als württembergisches Lehen. Am 3. März 1657 verlängerte Karl Philibert Ferrara Fiesco, Graf von Candel, Freiherr zu Rubion, Obervogt zu Balingen, den Erben des Johann Dietrich von Karpfen zu Rietheim und Hausen den Teilungstermin, da sich beim ersten und zweiten Termin keine Erben eingestellt hatten.

## Erlöschen
Die Familie besaß bis zu ihrem Erlöschen im Mannesstamm 1663 die württembergischen Lehen, zu denen sie noch weitere Güter hinzuerworben hatte. Während die Lehen der Familie 1663 an Württemberg zurückgegeben wurden, gelangte der Allodialbesitz durch die Schwester des letzten Herrn von Karpfen an die Familie Konrad Wiederholds. Diese kaufte wenig später auch die früheren karpfischen Lehen, ebenso das Schlossgut und den Burgstall. Das Hochgericht blieb jedoch auch nach diesem Verkauf in württembergischem Besitz.

## Weiterführende Literatur
- Stammtafel der Familie von Karpfen in Schwaben. In: Carl Friedrich Schilling von Canstatt: Geschlechts Beschreibung derer Familien von Schilling: Mit Kupfern und Stammtafeln verwandter Familien. Müller, 1807. Seite 363.